# Шестая нормальная форма
Шестая нормальная форма (6NF) — одна из возможных нормальных форм таблицы реляционной базы данных.
Введена К. Дейтом как обобщение пятой нормальной формы для хронологической базы данных.

## Определение
Переменная отношения находится в шестой нормальной форме тогда и только тогда, когда она удовлетворяет всем нетривиальным зависимостям соединения. Из определения следует, что переменная находится в 6НФ тогда и только тогда, когда она неприводима, то есть не может быть подвергнута дальнейшей декомпозиции без потерь. Каждая переменная отношения, которая находится в 6НФ, также находится и в 5НФ.

## Пример
Идея «декомпозиции до конца» выдвигалась до начала исследований в области хронологических данных, но не нашла поддержки. Однако для хронологических баз данных максимально возможная декомпозиция позволяет бороться с избыточностью и упрощает поддержание целостности базы данных.
Для хронологических баз данных определены U_операторы, которые распаковывают отношения по указанным атрибутам, выполняют соответствующую операцию и упаковывают полученный результат. В данном примере соединение проекций отношения должно производиться при помощи оператора U_JOIN.
| Таб. № | Время                   | Должность | Домашний адрес    |
| ------ | ----------------------- | --------- | ----------------- |
| 6575   | [01-01-2000:10-02-2003] | слесарь   | ул. Ленина, 10    |
| 6575   | [11-02-2003:15-06-2006] | слесарь   | ул. Советская, 22 |
| 6575   | [16-06-2006:05-03-2009] | бригадир  | ул. Советская, 22 |

Переменная отношения «Работники» не находится в 6НФ и может быть подвергнута декомпозиции на переменные отношения «Должности работников» и «Домашние адреса работников».
| Таб. № | Время                   | Должность |
| ------ | ----------------------- | --------- |
| 6575   | [01-01-2000:15-06-2006] | слесарь   |
| 6575   | [16-06-2006:05-03-2009] | бригадир  |

| Таб. № | Время                   | Домашний адрес    |
| ------ | ----------------------- | ----------------- |
| 6575   | [01-01-2000:10-02-2003] | ул. Ленина, 10    |
| 6575   | [11-02-2003:05-03-2009] | ул. Советская, 22 |